# Pani Poni Dash!
Pani Poni Dash! (ぱにぽにだっしゅ! Pani Poni Dasshu!?) är en japansk anime och manga som parodierar japansk och amerikansk populärkultur.